# Hapoel Be'er Sheva F.C.
Hapoel Be'er Sheva Football Club (hebraisk: מועדון הכדורגל הפועל באר שבע, Moadon HaKaduregel Hapoel Be'er Sheva) er en israelsk fodboldklub baseret i Beersheba. Den er en del af sportsklubben Hapoel Be'er Sheva. Den blev grundlagt i 1949, og er i øjeblikket i den bedste israelske fodboldrække, og har været en af landets topklubber siden 1970'erne.